# Montucaris distincta
Montucaris distincta är en kräftdjursart som beskrevs av Jaume, Boxshall och Bamber 2006. Montucaris distincta ingår i släktet Montucaris och familjen Hirsutiidae. Inga underarter finns listade i Catalogue of Life.